# Chaiyaphum (Provinz)

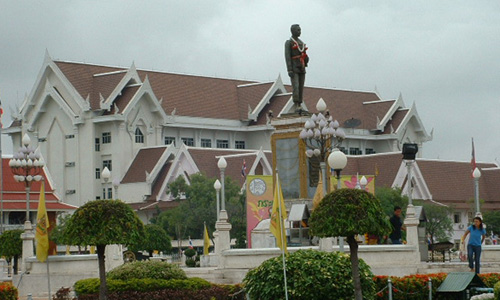
Sitz der Provinzverwaltung von Chaiyaphum mit Statue des Gründungsvaters Phraya Phakdichumphon (Lae)

Chaiyaphum (Thai: ชัยภูมิ) ist eine Provinz (Changwat) in der Nordostregion von Thailand, dem Isan. Die Hauptstadt der Provinz Chaiyaphum heißt ebenfalls Chaiyaphum.

## Etymologie
Der Name der Provinz bedeutet wörtlich „Land des Sieges“ (von Sanskrit jaya, Sieg, und bhumi, Land).

## Geographie
Chaiyaphum liegt am westlichen Rand des Isan, die Entfernung zur Hauptstadt Bangkok beträgt etwa 350 Kilometer.
Die westliche Hälfte der Provinz besteht aus wilder Berglandschaft (Teil des Phetchabun-Gebirges) und aus Wald, die östliche Hälfte gehört zur Khorat-Hochebene.
| Benachbarte Provinzen: | Benachbarte Provinzen:   |
| ---------------------- | ------------------------ |
| Norden                 | Phetchabun und Khon Kaen |
| Osten                  | Khon Kaen                |
| Süden                  | Nakhon Ratchasima        |
| Westen                 | Lop Buri und Phetchabun  |

### Wichtige Städte
- Kaset Sombun, Nong Bua Daeng, Phakdi Chumphon

### Wichtige Flüsse
- Mae Nam Chi und der Mae Nam Phrom

## Wirtschaft und Bedeutung
Im Jahr 2008 betrug das „Gross Provincial Product“ (Bruttoinlandsprodukt) der Provinz 45,677 Milliarden Baht. Der Mindestlohn in der Provinz liegt bei 165 Baht pro Tag (etwa 4 €).

### Daten
Die unten stehende Tabelle zeigt den Anteil der Wirtschaftszweige am Gross Provincial Product in Prozent:
| Wirtschaftszweig | 2006 | 2007 | 2008 |
| ---------------- | ---- | ---- | ---- |
| Landwirtschaft   | 24,0 | 26,8 | 26,2 |
| Industrie        | 12,7 | 12,5 | 13,1 |
| Andere           | 63,3 | 60,7 | 60,7 |

Die am stärksten zur Wirtschaftsleistung der Provinz beitragende Branche war im Jahr 2011 die Landwirtschaft mit 12,734 Mrd. Baht, gefolgt vom verarbeitenden Gewerbe mit 8,506 Mrd. Baht und Bildung mit 7,203 Mrd. Baht.

### Staudämme
- Chulabhorn-Stausee (Thai: เขื่อนจุฬาภรณ์) – der See liegt im Amphoe Khon San und bildet ein beliebtes Ausflugsziel.
- Die Provinz Chaiyaphum hat insgesamt 735 Feuchtgebiete mit einer Fläche von 109,8 km², die mehr oder weniger intensiv für die Landwirtschaft genutzt werden.[3] Außer der Landwirtschaft ist die Seidenproduktion ein wesentlicher Wirtschaftsfaktor der Provinz.

## Geschichte
Das Gebiet der heutigen Provinz Chaiyaphum gehörte im 12. Jahrhundert zum Khmer-Reich von Angkor. Im frühen 19. Jahrhundert wurde der Raum neu von Siedlern aus dem Lao-Königreich Vientiane, Loei, Phu Wiang und Nakhon Ratchasima (Khorat) bevölkert. Erstes Oberhaupt des jungen Gemeinwesens war Thao Lae, ein Vasall des Königs Anuvong von Vientiane, der ihm den Titel Khun Phakdichumphon verlieh. Nachdem er 1819 König Anuvong noch zeremoniell die Loyalität versichert hatte, verweigerte er drei Jahre später – beeinflusst vom Bangkok-treuen Gouverneur von Khorat – die Tributzahlung, mit der Begründung, dass Anuvong selbst ja nur ein Vasall des Königs von Siam war. König Rama III. erhob ihn daraufhin in die Position des Phraya Phakdichumphon.
1826 zog Anuvong gegen Bangkok (Anuvong-Rebellion). Bei Chaiyaphum wurde er vom Gouverneur Pho Khun Lae gestellt, der jedoch beim anschließenden Gefecht den Tod fand. An diesem Platz steht heute ein Standbild des Helden, das von der Bevölkerung gestiftet wurde.
Siehe auch: Geschichte Thailands, Geschichte von Wat Benchamabophit und entsprechender Eintrag in Chaiyaphum

## Bevölkerung
99,4 % der Bevölkerung sind Buddhisten, 0,1 % Moslems.
Die Landwirtschaft beschäftigt rund 79 % der arbeitsfähigen Menschen.

## Sehenswürdigkeiten
- Wua Daeng – interessantes Höhlensystem, das etwas abseits der touristischen Pfade inmitten einer reizvollen Landschaft liegt
- Wildpark Phu Khieo (Phu Khieo Wildlife Sanctuary) – siehe Weblinks
- Nationalparks:
  - Nationalpark Pa Hin Ngam (Thai: อุทยานแห่งชาติป่าหินงาม) – mit einer 846 Meter hohen Klippe (Rand der Erde), die einen herrlichen Blick über die Landschaft gestattet; bizarre Felsformationen, sowie ein großes Vorkommen der Siamesischen Tulpe
  - Nationalpark Sai Thong (Thai: อุทยานแห่งชาติไทรทอง) – liegt im Westen der Provinz, mit einem schönen Wasserfall
  - Nationalpark Tat Thon (Thai: อุทยานแห่งชาติตาดโตน) – bei Kaset Sombun, mit schönen Wasserfällen und einer üppigen Tierwelt

## Symbole

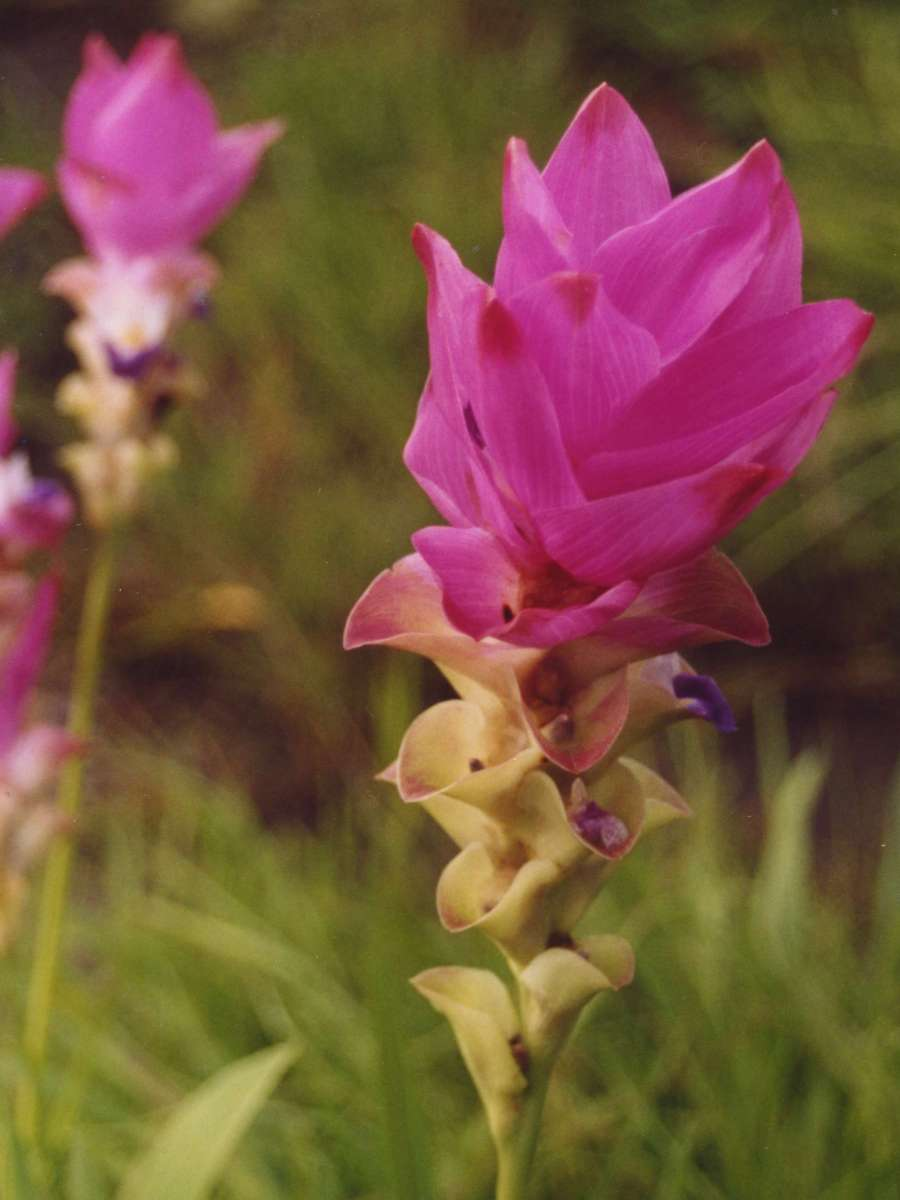
Siamesische Tulpe

Das Siegel der Provinz zeigt eine dreieckige Flagge als Symbol für eine gewonnene Schlacht. Der lokale Baum ist der Kassodbaum (Cassia siamea), die lokale Blume ist die Siamesische Tulpe (Curcuma alismatiflora).
Der Wahlspruch der Provinz Chaiyaphum lautet:
„Chaiyaphum ist voller schöner Landschaften,
Viele Elefanten streifen durch die großen Wälder,
Liebliche Blumen sind überall zu betrachten,
Hier steht die Statue eines berühmten Helden Chao Pho Phraya Lae,
Die ausgezeichnete Thai-Seide ist bekannt für ihre Qualität,
Hier wurde das hochverehrte Buddha-Bildnis von Dvaravati entdeckt.“

## Verwaltungseinheiten

### Provinzverwaltung
Die Provinz Chaiyaphum ist in 16 Amphoe (‚Bezirke‘ oder ‚Landkreise‘) gegliedert. Diese sind weiter unterteilt in 124 Tambon (‚Unterbezirke‘ oder ‚Gemeinden‘) und 1393 Muban (‚Dörfer‘).
| \| Nr. \| Amphoe \| Thai \| \| Nr. \| Amphoe \| Thai \| \| --- \| ------------------------ \| ---------------- \| \| --- \| ---------------------- \| ------------ \| \| 01 \| Amphoe Mueang Chaiyaphum \| อำเภอเมืองชัยภูมิ \| \| 09 \| Amphoe Thep Sathit \| อำเภอเทพสถิต \| \| 02 \| Amphoe Ban Khwao \| อำเภอบ้านเขว้า \| \| 10 \| Amphoe Phu Khiao \| อำเภอภูเขียว \| \| 03 \| Amphoe Khon Sawan \| อำเภอคอนสวรรค์ \| \| 11 \| Amphoe Ban Thaen \| อำเภอบ้านแท่น \| \| 04 \| Amphoe Kaset Sombun \| อำเภอเกษตรสมบูรณ์ \| \| 12 \| Amphoe Kaeng Khro \| อำเภอแก้งคร้อ \| \| 05 \| Amphoe Nong Bua Daeng \| อำเภอหนองบัวแดง \| \| 13 \| Amphoe Khon San \| อำเภอคอนสาร \| \| 06 \| Amphoe Chatturat \| อำเภอจัตุรัส \| \| 14 \| Amphoe Phakdi Chumphon \| อำเภอภักดีชุมพล \| \| 07 \| Amphoe Bamnet Narong \| อำเภอบำเหน็จณรงค์ \| \| 15 \| Amphoe Noen Sa-nga \| อำเภอเนินสง่า \| \| 08 \| Amphoe Nong Bua Rawe \| อำเภอหนองบัวระเหว \| \| 16 \| Amphoe Sap Yai \| อำเภอซับใหญ่ \| |                          |                  |  |     |                        |              |
| Nr. | Amphoe                   | Thai             |  | Nr. | Amphoe                 | Thai         |
| 01 | Amphoe Mueang Chaiyaphum | อำเภอเมืองชัยภูมิ    |  | 09  | Amphoe Thep Sathit     | อำเภอเทพสถิต  |
| 02 | Amphoe Ban Khwao         | อำเภอบ้านเขว้า     |  | 10  | Amphoe Phu Khiao       | อำเภอภูเขียว   |
| 03 | Amphoe Khon Sawan        | อำเภอคอนสวรรค์    |  | 11  | Amphoe Ban Thaen       | อำเภอบ้านแท่น  |
| 04 | Amphoe Kaset Sombun      | อำเภอเกษตรสมบูรณ์  |  | 12  | Amphoe Kaeng Khro      | อำเภอแก้งคร้อ  |
| 05 | Amphoe Nong Bua Daeng    | อำเภอหนองบัวแดง   |  | 13  | Amphoe Khon San        | อำเภอคอนสาร  |
| 06 | Amphoe Chatturat         | อำเภอจัตุรัส        |  | 14  | Amphoe Phakdi Chumphon | อำเภอภักดีชุมพล |
| 07 | Amphoe Bamnet Narong     | อำเภอบำเหน็จณรงค์  |  | 15  | Amphoe Noen Sa-nga     | อำเภอเนินสง่า  |
| 08 | Amphoe Nong Bua Rawe     | อำเภอหนองบัวระเหว |  | 16  | Amphoe Sap Yai         | อำเภอซับใหญ่   |

### Lokalverwaltung
Für das ganze Gebiet der Provinz besteht eine Provinz-Verwaltungsorganisation (thailändisch องค์การบริหารส่วนจังหวัด, kurz อบจ., Ongkan Borihan suan Changwat; englisch Provincial Administrative Organization, PAO).
Auf dem Gebiet der Provinz gibt es des Weiteren 35 Thesaban (‚Kommunen‘) – darunter eine „Stadt“ (die Provinzhauptstadt) und 34 „Kleinstädte“ – sowie 107 Tambon-Verwaltungsorganisationen.

## Bildergalerie

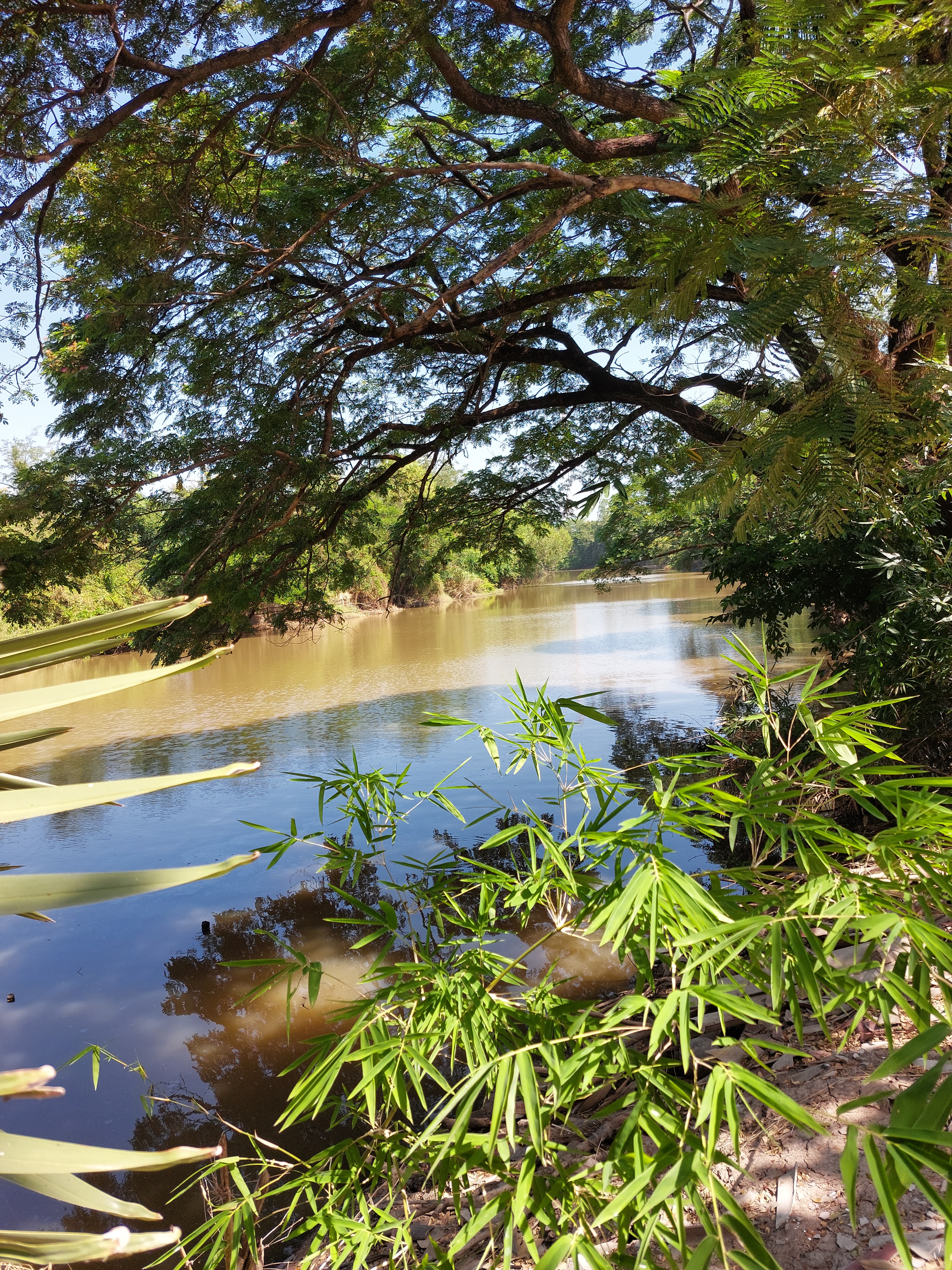
Zufluss zum Chi Fluss
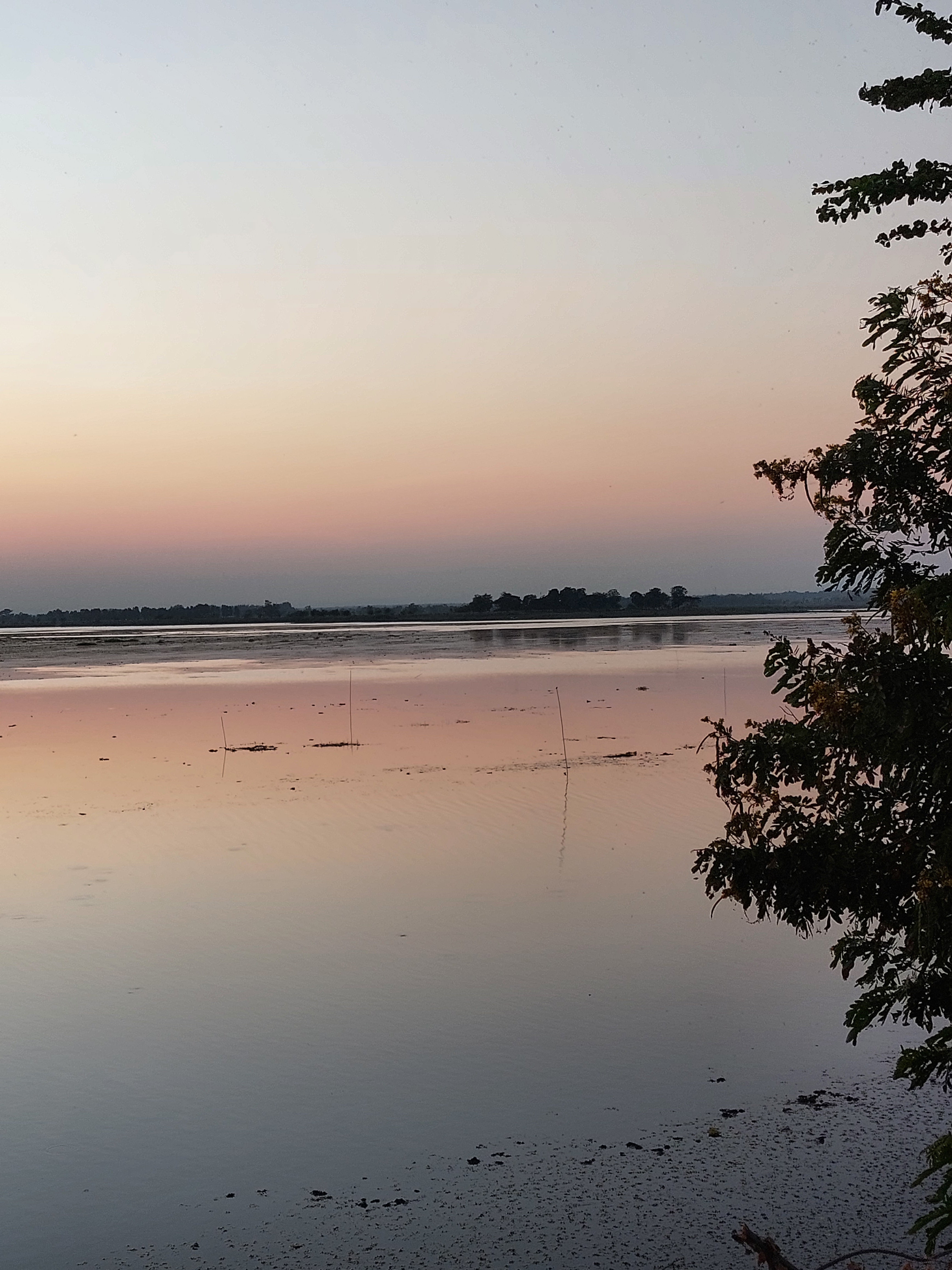
Der Binnensee Bueng Lahan ist der drittgrößte natürliche See in Thailand
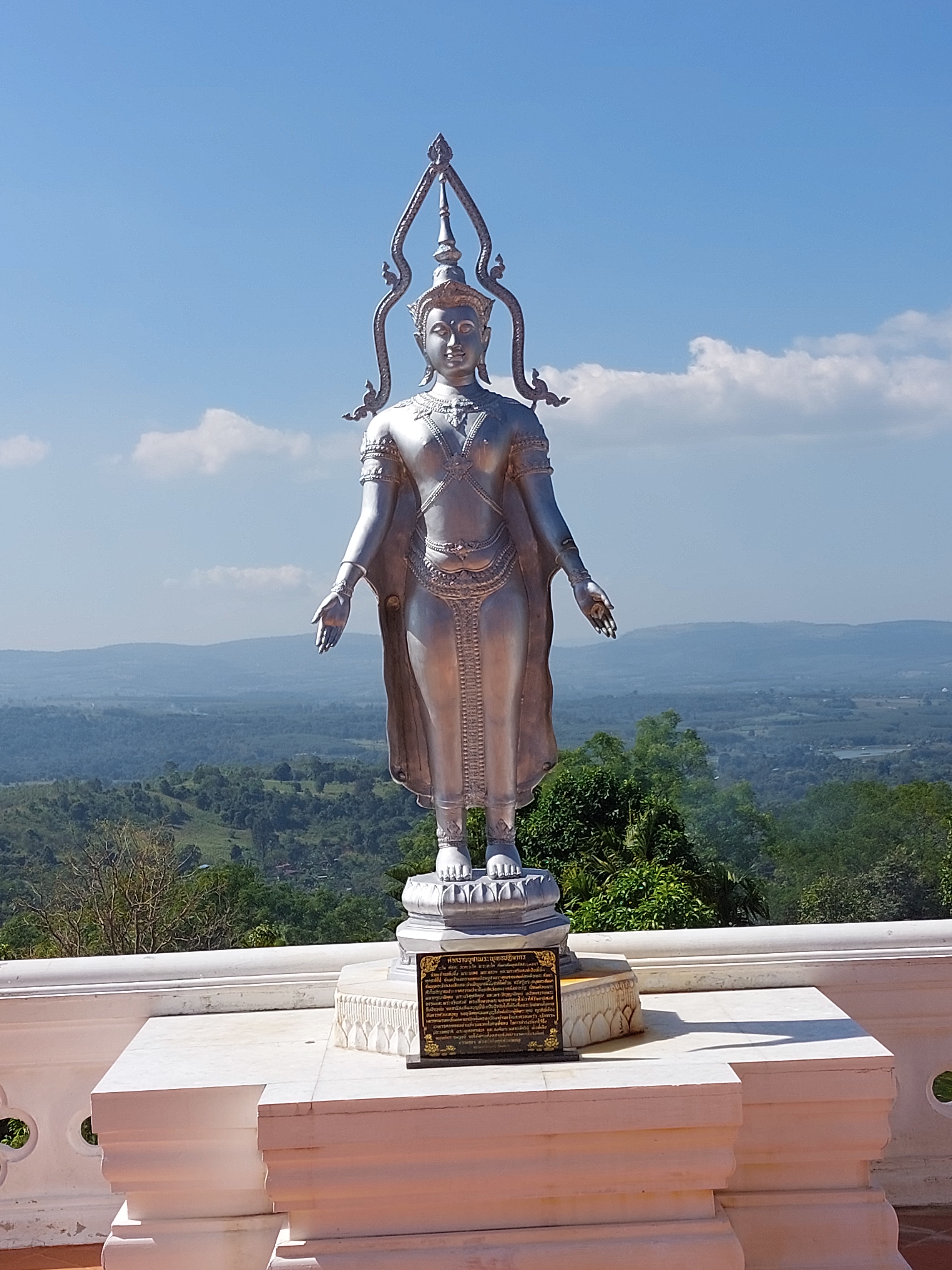
Hügellandschaft in Chaiyaphum mit Buddha-Statue
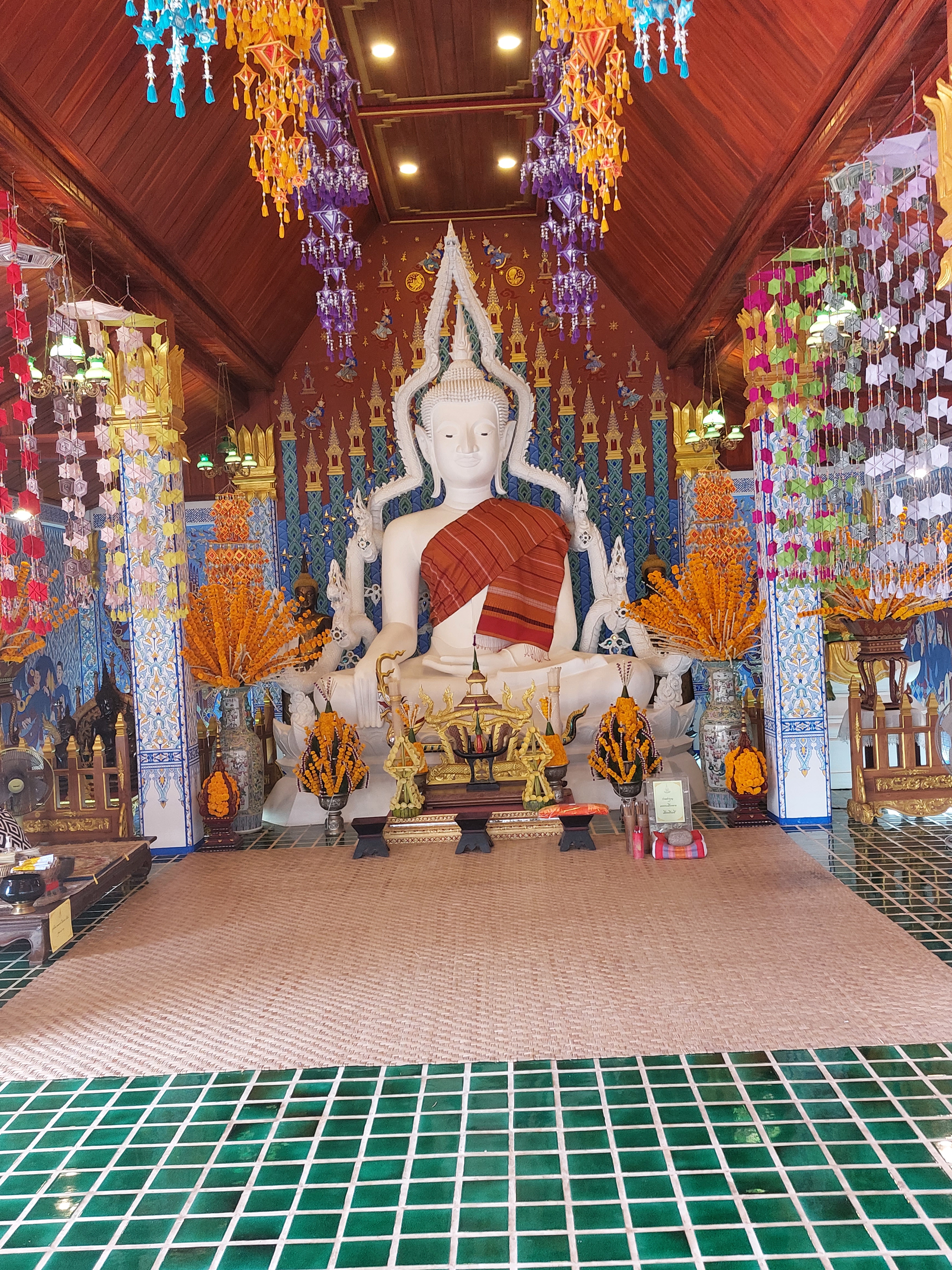
Tempel Pra That in Nong Sam Muen วัดพระธาตุหนองสามหมื่น
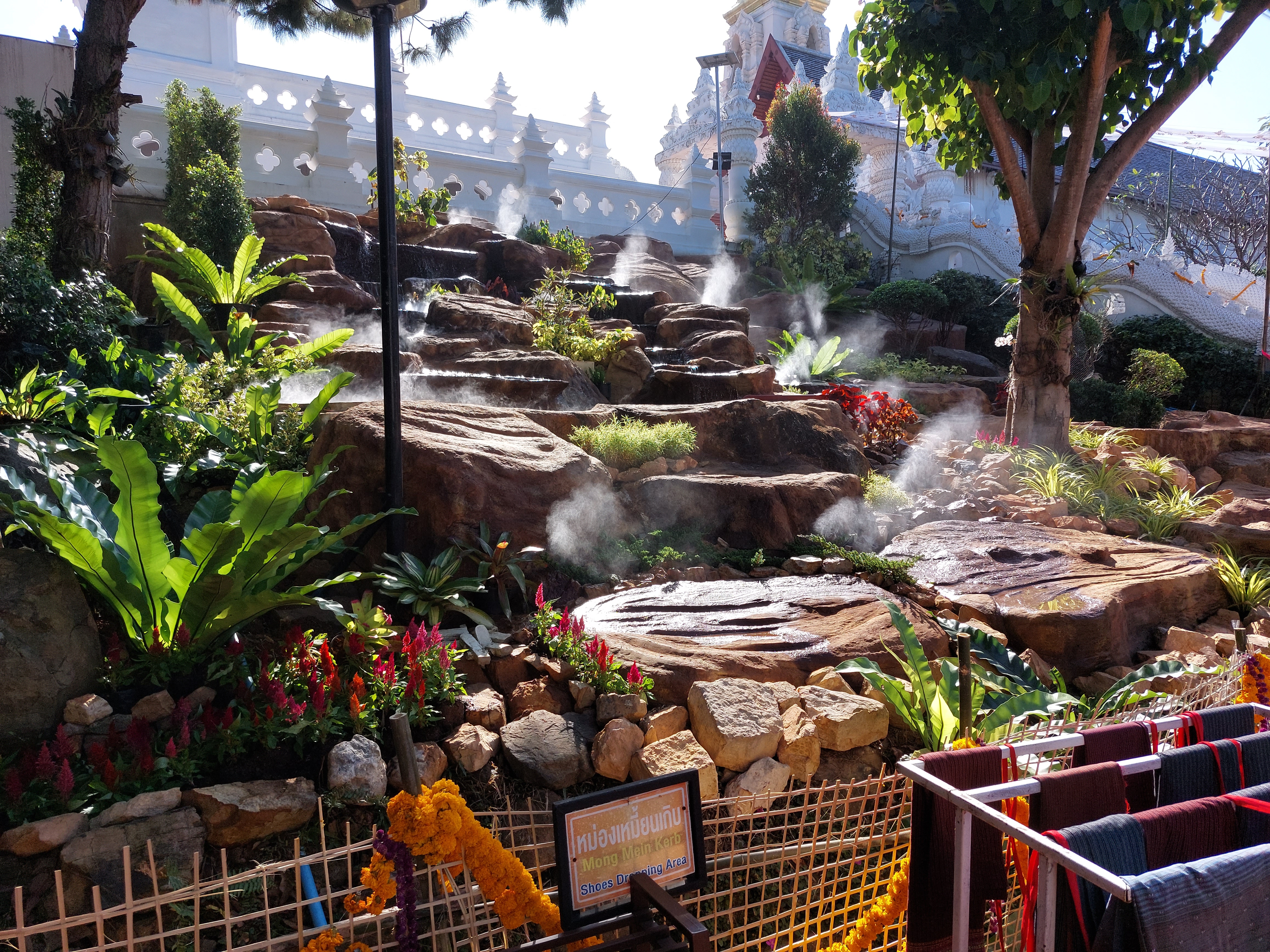
Heiße Quellen im Norden der Provinz Chaiyaphum
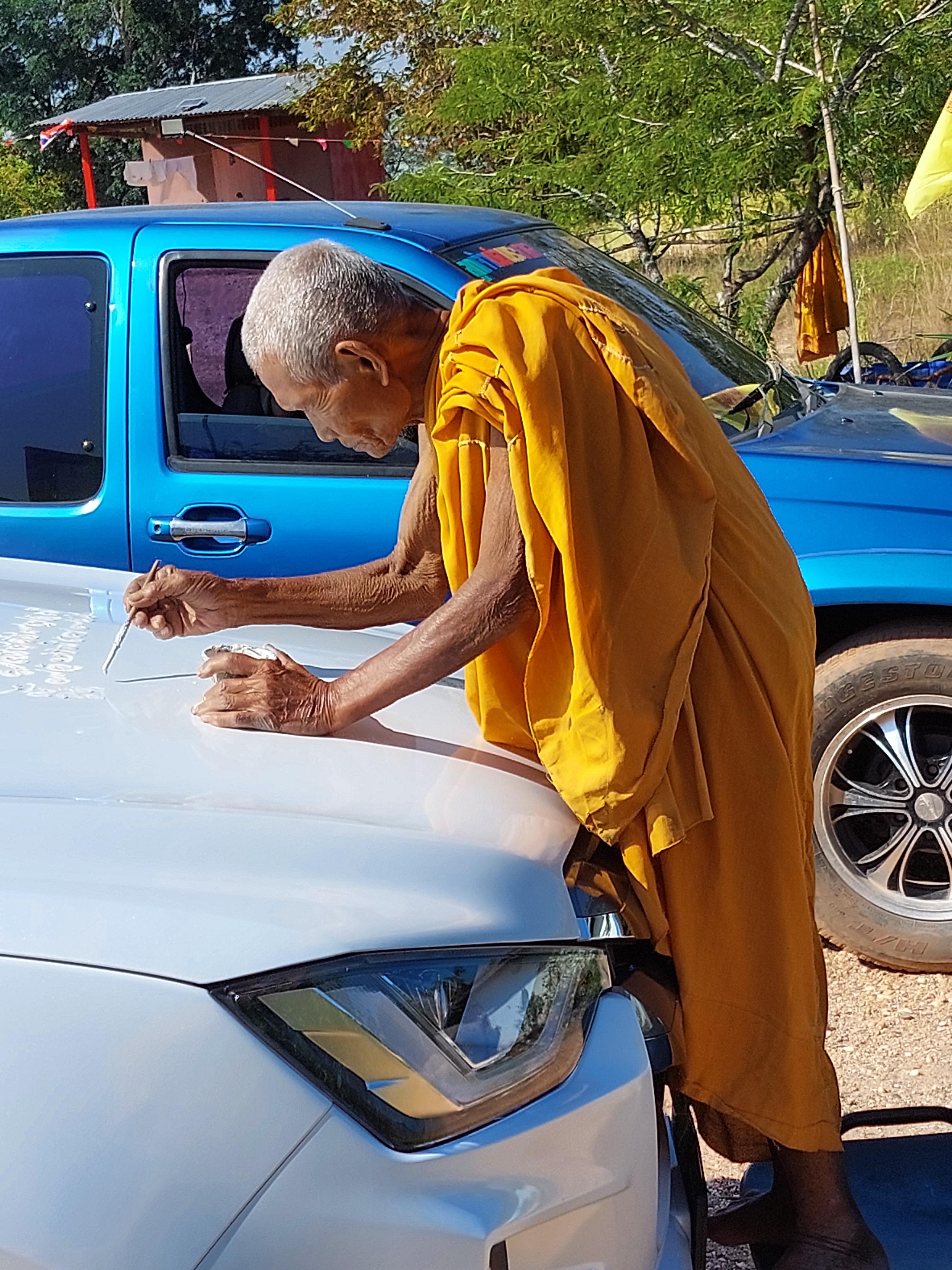
Mönch beim segnen eines neuen Fahrzeugs. Chaiyaphum ist sehr traditionell geprägt und der Buddhismus spielt eine große Rolle im Leben.